# Peter Lankhorst
Petrus Antonius "Peter" Lankhorst (sinh ngày 1 tháng 1 năm 1947) là một chính khách người Hà Lan đã nghỉ hưu của đảng GreenLeft (GL) và cố vấn chính trị.
Lankhorst từng là Thành viên của Hạ viện từ ngày 10 tháng 6 năm 1981 đến ngày 17 tháng 5 năm 1994, đầu tiên là thành viên của Đảng Chính trị cấp tiến (PPR) và từ năm 1990 với tư cách là thành viên của GreenLeft. Ông trở thành lãnh đạo Nghị viện của GreenLeft tại Hạ viện và Lãnh đạo GreenLeft vào ngày 21 tháng 4 năm 1993 sau khi ông Ria Beckers từ chức.

## Trang trí
| Danh dự        |                                             |             |                     |           |
| Thanh ruy băng | Tôn kính                                    | Quốc gia    | Ngày                | Bình luận |
|                | Knight of the Order of the Netherlands Lion | Netherlands | 16 tháng 5 năm 1994 |           |